# Krasimir Gajdarski
Krasimir Gajdarski (in bulgaro Красимир Гайдарски?; 23 febbraio 1983) è un pallavolista bulgaro, centrale del Dobrudža.

## Palmarès

### Nazionale (competizioni minori)
- Campionato mondiale under 21 2003